# Saison 2023-2024 de l'Atlético de Madrid
Maillots
Chronologie
Saison précédente Saison suivante
La saison 2023-2024 est la 117e saison de l'Atlético de Madrid depuis sa fondation en 1903 et la 87e saison du club en première division espagnole.
Durant cette saison, l'Atlético évolue dans 4 compétitions. En Liga, en Coupe du Roi, en Supercoupe d'Espagne ainsi qu'en Ligue des Champions.

## Faits notables de la saison 2023-2024
Memphis Depay remporte le titre du plus beau but du mois d'août 2023, décerné par la Liga.
Le 28 août 2023, les Rojiblancos ont établis leur plus large victoire à l'extérieure en Liga, en l'emportant 7-0 face au Rayo Vallecano.
Antoine Griezmann remporte le titre de Joueur du Mois de Liga, pour le mois de novembre 2023.
Le 10 janvier 2024, Antoine Griezmann devient le meilleur buteur de l'histoire de l'Atlético de Madrid. L'attaquant français dépasse le record de Luis Aragonés en inscrivant son 174ᵉ but avec les Colchoneros lors de la demi-finale de la Supercoupe d'Espagne contre le Real Madrid(défaite 5-3).
L'Atlético de Madrid remporte deux de ses quatre derbies madrilènes sur la saison 2023-2024. En championnat, l'Atlético l'emporte 3-1 contre le Real Madrid lors de la 6ᵉ journée. Les Colchoneros n'avaient plus battus leur rivaux madrilènes en championnat depuis la saison 2021-2022. Le 18 janvier 2024, l'Atlético élimine également le Real Madrid en huitièmes de finale de Coupe du Roi, sur un score de 4-2.

## Atlético Summer tour 2023
Pour préparer sa saison sportive et répandre son image à travers le monde, l'Atlético Madrid réalise sa tournée de préparation estivale dans plusieurs pays, voyageant sur plus de 30 000 km.
Les colchoneros réalisent une première escale à Séoul en Corée du Sud. Il y jouent leur premier match le 27 juillet au Seoul World Cup Stadium contre le KLeague 11. La rencontre se finit sur le score de 3-2 en faveur de l'équipe coréenne. Les rojiblancos jouent un deuxième match dans le même stade contre les champions d'Europe Manchester City. Cette fois ci, l'Atlético l'emporte 2-1.
Les colchoneros réalisent une deuxième escale à Monterrey au Mexique. Ils y affrontent la Real Sociedad le 3 août dans le stade BBVA. Les deux équipes se quittent dos-à-dos sur un score de 0-0.
Les colchoneros réalisent une troisième escale à San Francisco aux États-Unis. Il y affrontent un autre adversaire de Liga : le Sevilla FC, le 6 août, au state Oracle Park. Le match se finit sur un score nul de 1-1.

## Effectif
Le tableau suivant renseigne l'ensemble des joueurs ayant joués sous le maillot de l'équipe première de l'Atlético de Madrid sur la saison 2023-2024.

### Équipe de réserve
Cette page traite uniquement de l'équipe première. Pour l'équipe de résèrve, se réferer à l'article ci-dessus.

### Joueurs en prêts
Le tableau suivant renseigne l'ensemble des joueurs prêtés par l'Atlético de Madrid sur la saison 2023-2024.

## Transferts

### Transferts principaux
Le 10 octobre 2022, l'Atlético de Madrid officialise le retour sous contrat de sa figure emblématique Antoine Griezmann jusqu'en juin 2026. Ce transfert met un terme à une situation particulière entre le club madrilène et le FC Barcelone, son ancien propriétaire. L'attaquant français, qui était jusqu'alors prêté par le Barça à l'Atlético, ne pouvait être titularisé plus de 30 minutes par match. En effet, une clause d'achat obligatoire incluse dans le contrat de prêt stipulait que l'Atlético devrait recruter Antoine Griezmann pour un montant de 40 millions d'euros si son temps de jeu dépassait un certain seuil. Souhaitant éviter ce coût, la direction de l'Atlético a fini par négocier un accord avec le club Blaugrana, aboutissant au transfert définitif de l'attaquant français pour une indemnité estimée entre 20 et 25 millions d'euros,. Le transfert deviens effectif au 30 juin 2023.
Le 25 décembre 2022, l'Atlético annonce le départ de Matheus Cunha en prêt vers le club anglais de Wolverhampton jusqu'à la fin de la saison 2022/2023. Le contrat de prêt contenait une option d'achat que Wolverhampton à levé lors du mercato estival de 2023. L'attaquant Brésilien a donc quitté l'Atlético à l'été 2023 pour la somme de 50 millions d'euros. Arrivé au club en août 2021, l'attaquant Brésilien aura passé 2 saisons à Madrid sans réussir à s'imposer complètement dans l'effectif.
Le 30 juin 2023, l'Atlético annonce le départ de Geoffrey Kondogbia vers  l'Olympique de Marseille pour 8 millions d'euros. Le milieu défensif Centrafricain quitte le club après trois saison passé sous les ordres de Diego Simeone,.
Le 3 juillet 2023, l'Atlético officialise la signature de Javi Galán jusqu'en juin 2026. Le club s'acquiert les services du latéral espagnol pour 5 millions d'euros auprès du Celta Vigo,. Javi Galán joue la première partie de la saison sous le maillot de l'Atlético, puis est prêté à la Real Sociedad du 24 janvier 2024 jusqu'à la fin de sason,.
Le 5 juillet 2023, l'Atlético officialise la signature de Çağlar Söyüncü jusqu'en juin 2027. Le joueur arrive gratuitement, car libre de tout contrat, depuis le club anglais de Leicester City,. Çağlar Söyüncü joue la première partie de la saison avec l'Atlético, puis est prêté au Fenerbahçe du 29 janvier 2024 jusqu'à la fin de la saison.
Le 6 juillet 2023, l'Atlético officialise la signature de César Azpilicueta jusqu'en juin 2024. Le club s'acquiert gratuitement les services du défenseur espagnol, car son contrat avec Chelsea avait pris fin. Avec ce transfert, le club Madrilène se renforce d'un élément expérimenté ayant tout gagné avec son ancien club,.
Le 14 juillet 2023, l'Atlético annonce le départ de Renan Lodi vers l'Olympique de Marseille pour 13 millions d'euros,. Le latéral Brésilien quitte le club après 3 saisons passé sous la tunique rouge et blanche, et une en prêt sous les couleurs de Nottingham Forest. 
Le 21 août 2023, l'Atlético officialise la signature de Samu Omorodion jusqu'en juin 2028. Le club s'acquiert ses services après avoir payé la Clause libératoire de 6 millions d'euros qui liait l'attaquant espagnol au Grenade CF ,. Aussitôt après l'avoir acheté, l'Atlético prête le jeune joueur au Deportivo Alavés pour le reste de la saison, dans le but de lui donner un temps de jeu nécessaire à son développement,.
Le 1er septembre 2023, le FC Barcelone officialise l'arrivée en prêt de Joao Felix depuis l'Atlético de Madrid sur X (Twitter),. Le contrat de prêt s'étale sur une saison. Ce contrat soulage les deux clubs concernés ainsi que le joueur. D'un côté, Joao Felix ne rentrait plus dans le projet sportif des colchoneros ; malgré les 126 millions dépensés par le club pour s'attacher les services du Portugais en 2019. De plus, l'attaquant portugais avait publiquement exprimé son envie de jouer pour le Barça, ce qui avait provoqué la colère des supporteurs madrilènes. L'Atlético de Madrid a également prolongé le contrat de Joao Felix jusqu'en 2029, notamment pour éviter que sa valeur marchande ne baisse à l'approche de la fin de son contrat.
Le 5 septembre 2023, l'Atlético annonce le départ de Yannick Carrasco vers le club Saoudien d'Al-Shabab pour 13 millions d'euros. L'ailier belge, quitte le club avec un certain statut, après six saisons passées sous le maillot rouge et blanc. En 266 matchs, il aura été décisif à 82 reprises et aura contribué aux sacres du club en Europa League (en 2017-2018) ainsi qu'en Liga (en 2020-2021),. Le Belge a le temps de jouer 3 matchs de championnat avant de quitter l'Espagne. D'un autre côté, son départ laisse le champ libre à de jeunes joueurs comme Samuel Lino ou Rodrigo Riquelme, qui voient leur temps de jeu augmenter sur le côté gauche madrilène.
Le 26 janvier 2024, l'Atlético officialise la signature d'Arthur Vermeeren jusqu'en juin 2030. Le club s'acquiert les services du milieu belge de 18 ans pour 27 millions d'euros auprès du Royal Antwerp.
Le 31 janvier 2024, l'Atlético officialise la signature de Gabriel Paulista jusqu'en juin 2024. Le club s'acquiert gratuitement les services du défenseur hispano-brésilien, car son contrat avec le Valencia FC était résilié.

### Transferts détaillés
| joueur               | âge (avril 2024) | nationalité               | poste             | type de transfert | indemnité  | provenance           | championnat             |
| Arrivées             | Arrivées         | Arrivées                  | Arrivées          | Arrivées          | Arrivées   | Arrivées             | Arrivées                |
| Transferts           | Transferts       | Transferts                | Transferts        | Transferts        | Transferts | Transferts           | Transferts              |
| -------------------- | ---------------- | ------------------------- | ----------------- | ----------------- | ---------- | -------------------- | ----------------------- |
| Antoine Griezmann    | 32               | France                    | Avant-centre      | Transfert         | 22M        | FC Barcelone         | LaLiga                  |
| Samu Omorodion       | 19               | Espagne                   | Avant-centre      | Transfert         | 6M         | Grenade CF           | LaLiga                  |
| Javi Galán           | 29               | Espagne                   | Latéral gauche    | Transfert         | 5M         | Celta Vigo           | LaLiga                  |
| Santiago Mouriño     | 22               | Uruguay                   | défenseur central | Transfert         | 2,7M       | Racing Club          | Primera División        |
| Çağlar Söyüncü       | 27               | Turquie                   | défenseur central | Transfert libre   | gratuit    | Leicester City       | Championship            |
| César Azpilicueta    | 33               | Espagne                   | Latéral droit     | Transfert libre   | gratuit    | Chelsea              | Premier League          |
| promotions           |                  |                           |                   |                   |            |                      |                         |
| Carlos Martín        | 22               | Espagne                   | Avant-centre      | Promotion         | -          | Atletico Madrid B    | D4 Espagne              |
| Germán Valera        | 22               | Espagne                   | Ailier droit      | Promotion         | -          | Atletico Madrid B    | D4 Espagne              |
| prêts                |                  |                           |                   |                   |            |                      |                         |
| João Félix           | 24               | Portugal                  | Ailier gauche     | retour de prêt    | -          | Chelsea              | Premier League          |
| Matheus Cunha        | 24               | Brésil                    | Avant-centre      | retour de prêt    | -          | Wolverhampton        | Premier League          |
| Renan Lodi           | 25               | Brésil                    | Latéral gauche    | retour de prêt    | -          | Nottingham Forest    | Premier League          |
| Samuel Lino          | 23               | Brésil                    | Ailier gauche     | retour de prêt    | -          | FC Valencia          | LaLiga                  |
| Rodrigo Riquelme     | 23               | Espagne                   | Ailier gauche     | retour de prêt    | -          | Girona FC            | LaLiga                  |
| Sergio Camello       | 22               | Espagne                   | Avant-centre      | retour de prêt    | -          | Rayo Vallecano       | LaLiga                  |
| Manu Sánchez         | 22               | Espagne                   | Latéral gauche    | retour de prêt    | -          | Osasuna              | LaLiga                  |
| Juan Manuel Sanabria | 23               | Uruguay                   | Latéral gauche    | retour de prêt    | -          | Atlético de San Luis | Liga MX Apertura        |
| Victor Mollejo       | 23               | Espagne                   | Ailier gauche     | retour de prêt    | -          | Real Zaragoza        | LaLiga 2                |
| Giuliano Simeone     | 21               | Argentine                 | Avant-centre      | retour de prêt    | -          | Real Zaragoza        | LaLiga 2                |
| Borja Garcés         | 24               | Espagne                   | Avant-centre      | retour de prêt    | -          | CD Tenerife          | LaLiga 2                |
| Javi Serrano         | 21               | Espagne                   | Milieu défensif   | retour de prêt    | -          | UD Ibiza             | D4 Espagne              |
| Vitolo               | 33               | Espagne                   | Ailier gauche     | retour de prêt    | -          | UD Las Palmas        | LaLiga                  |
| Départs              |                  |                           |                   |                   |            |                      |                         |
| Transferts           |                  |                           |                   |                   |            |                      |                         |
| Matheus Cunha        | 24               | Brésil                    | Avant-centre      | Transfert         | 50M        | Wolverhampton        | Premier League          |
| Renan Lodi           | 25               | Brésil                    | Latéral gauche    | Transfert         | 20,6M      | OM                   | Ligue 1                 |
| Yannick Carrasco     | 30               | Belgique                  | Ailier gauche     | Transfert         | 15M        | Al-Shabab            | Saudi Pro League        |
| Geoffrey Kondogbia   | 30               | République centrafricaine | Milieu défensif   | Transfert         | 8M         | OM                   | Ligue 1                 |
| Sergio Camello       | 22               | Espagne                   | Avant-centre      | Transfert         | 5M         | Rayo Vallecano       | LaLiga                  |
| Manu Sánchez         | 22               | Espagne                   | Ailier gauche     | Transfert libre   | gratuit    | Celta Vigo           | LaLiga                  |
| Matt Doherty         | 31               | Irlande                   | Latéral droit     | Transfert libre   | gratuit    | Wolverhampton        | Premier League          |
| Juan Manuel Sanabria | 23               | Uruguay                   | Latéral gauche    | ?                 | ?          | Atlético de San Luis | Liga MX Apertura        |
| prêts                |                  |                           |                   |                   |            |                      |                         |
| João Félix           | 24               | Portugal                  | Ailier gauche     | prêt              | -          | FC Barcelone         | LaLiga                  |
| Victor Mollejo       | 23               | Espagne                   | Ailier gauche     | prêt              | -          | Real Zaragoza        | LaLiga 2                |
| Giuliano Simeone     | 20               | Argentine                 | Avant-centre      | prêt              | -          | Deportivo Alavés     | LaLiga                  |
| Borja Garcés         | 24               | Espagne                   | Avant-centre      | prêt              | -          | Elche CF             | LaLiga 2                |
| Germán Valera        | 22               | Espagne                   | Ailier droit      | prêt              | -          | Real Zaragoza        | LaLiga 2                |
| Javi Serrano         | 20               | Espagne                   | Milieu défensif   | prêt              | -          | Sturm Graz           | Bundesliga autrichienne |
| Santiago Mouriño     | 21               | Uruguay                   | défenseur central | prêt              | -          | Real Zaragoza        | LaLiga 2                |
| Carlos Martín        | 22               | Espagne                   | Avant-centre      | prêt              | -          | CD Mirandés          | LaLiga 2                |
| Samu Omorodion       | 19               | Espagne                   | Avant-centre      | prêt              | -          | Deportivo Alavés     | LaLiga                  |
| Antoine Griezmann    | 32               | France                    | Avant-centre      | fin du prêt       | -          | FC Barcelone         | LaLiga                  |
| Sergio Reguilón      | 26               | Espagne                   | Latéral gauche    | fin du prêt       | -          | Tottenham            | Premier League          |

| joueur           | âge        | nationalité | poste             | type de transfert | indémnité  | provenance       | championnat        |
| Arrivées         | Arrivées   | Arrivées    | Arrivées          | Arrivées          | Arrivées   | Arrivées         | Arrivées           |
| Transferts       | Transferts | Transferts  | Transferts        | Transferts        | Transferts | Transferts       | Transferts         |
| ---------------- | ---------- | ----------- | ----------------- | ----------------- | ---------- | ---------------- | ------------------ |
| Arthur Vermeeren | 18         | Pays-Bas    | Milieu central    | Transfert         | 18M        | Royal Antwerp    | Jupiler Pro League |
| Horațiu Moldovan | 26         | Roumanie    | Gardien de but    | Transfert         | 800K       | FC Rapid         | Liga I             |
| Gabriel Paulista | 33         | Brésil      | défenseur central | Transfert libre   | gratuit    | FC Valencia      | LaLiga             |
| Prêts            |            |             |                   |                   |            |                  |                    |
| Marcos Paulo     | 22         | Brésil      | Ailier gauche     | retour de prêt    | -          | São Paulo        | Brasileirão Assaí  |
| Départs          |            |             |                   |                   |            |                  |                    |
| Transferts       |            |             |                   |                   |            |                  |                    |
| Ivo Grbić        | 28         | Croatie     | Gardien de but    | Transfert         | 2,5M       | Sheffield United | Premier League     |
| Prêts            |            |             |                   |                   |            |                  |                    |
| Çağlar Söyüncü   | 27         | Turquie     | défenseur central | prêt payant       | 2M         | Fenerbahçe       | Süper Lig          |
| Javi Galán       | 29         | Espagne     | Latéral gauche    | prêt              | -          | Real Sociedad    | LaLiga             |

## Compétitions

### Bilan des compétitions
| La Liga    | Coupe du roi                     | Supercoupe d'Espagne          | Ligues des Champions                |
| ---------- | -------------------------------- | ----------------------------- | ----------------------------------- |
| 4ème place | Demi-Finale                      | Demi-Finale                   | Quarts de finale                    |
| 24V 4N 10D | défaite contre l'Athletic Bilbao | défaite contre le Real Madrid | défaite contre le Borussia Dortmund |

Sur l'exercice 2023-2024, l'Atlético réalise une saison blanche. Les madrilènes jouent alors quatre compétitions différentes. Ils finissent 4e en championnat, sortent en quart de finale de Ligue des Champions, et sont demi-finalistes en Coupe du Roi et Supercoupe d'Espagne.

### Championnat (La Liga)

#### Classement
| Rang | Équipe             | J  | V  | N  | D  | Bp | Bc | Diff | Pts | Qualification ou relégation               |
| ---- | ------------------ | -- | -- | -- | -- | -- | -- | ---- | --- | ----------------------------------------- |
| 2    | Barcelona          | 38 | 26 | 7  | 5  | 79 | 44 | +35  | 85  | Qualification pour la Ligue des champions |
| 3    | Girona             | 38 | 25 | 6  | 7  | 85 | 46 | +39  | 81  | Qualification pour la Ligue des champions |
| 4    | Atlético de Madrid | 38 | 24 | 4  | 10 | 70 | 43 | +27  | 76  | Qualification pour la Ligue des champions |
| 5    | Athletic Bilbao    | 38 | 19 | 11 | 8  | 61 | 37 | +24  | 68  | Qualification pour la Ligue Europa        |
| 6    | Real Sociedad      | 38 | 16 | 12 | 10 | 51 | 39 | +12  | 60  | Qualification pour la Ligue Europa        |

Avec 76 points, l'Atlético finit la saison 4e derrière le Real, le Barça ainsi que derrière la surprenante équipe de Girona. Le club assure donc sa qualification en ligue des champions pour la saison suivante, mais ne parviens pas à concurrencer ces deux rivaux historiques.

#### Détail par journée
| 1ere journée | Atlético de Madrid | 3-1 | FC Granada |  |  |
|              |                    |     |            |  |  |

| 2eme journée | Real Betis | 0-0 | Atlético de Madrid |  |  |
|              |            |     |                    |  |  |

| 3eme journée | Rayo Vallecano | 0-7 | Atlético de Madrid |  |  |
|              |                |     |                    |  |  |

| 5eme journée | FC Valencia | 3-0 | Atlético de Madrid |  |  |
|              |             |     |                    |  |  |

| 6eme journée | Atlético de Madrid | 3-1 | Real Madrid |  |  |
|              |                    |     |             |  |  |

| 7eme journée | Osasuna | 0-2 | Atlético de Madrid |  |  |
|              |         |     |                    |  |  |

| 8eme journée | Atlético de Madrid | 3-2 | Cádiz CF |  |  |
|              |                    |     |          |  |  |

| 9eme journée | Atlético de Madrid | 2-1 | Real Sociedad |  |  |
|              |                    |     |               |  |  |

| 10eme journée | Celta Vigo | 1-2 | Atlético de Madrid |  |  |
|               |            |     |                    |  |  |

| 11eme journée | Atlético de Madrid | 2-1 | Alavés |  |  |
|               |                    |     |        |  |  |

| 12eme journée | Las Palmas | 2-1 | Atlético de Madrid |  |  |
|               |            |     |                    |  |  |

| 13eme journée | Atlético de Madrid | 3-1 | Villareal |  |  |
|               |                    |     |           |  |  |

| 14eme journée | Atlético de Madrid | 1-0 | Mallorca |  |  |
|               |                    |     |          |  |  |

| 15eme journée | Barcelone | 1-0 | Atlético de Madrid |  |  |
|               |           |     |                    |  |  |

| 16eme journée | Atlético de Madrid | 2-1 | Alméria |  |  |
|               |                    |     |         |  |  |

| 17eme journée | Athletic Bilbao | 2-0 | Atlético de Madrid |  |  |
|               |                 |     |                    |  |  |

| 18eme journée | Atlético de Madrid | 3-3 | Getafe |  |  |
|               |                    |     |        |  |  |

| 4eme journée | Atlético de Madrid | 3-1 | FC Sevilla |  |  |
|              |                    |     |            |  |  |

| 19eme journée | Girona | 4-3 | Atlético de Madrid |  |  |
|               |        |     |                    |  |  |

| 21eme journée | FC Granada | 0-1 | Atlético de Madrid |  |  |
|               |            |     |                    |  |  |

| 22eme journée | Atlético de Madrid | 2-0 | FC Valencia |  |  |
|               |                    |     |             |  |  |

| 20eme journée | Atlético de Madrid | 2-1 | Rayo Vallecano |  |  |
|               |                    |     |                |  |  |

| 23eme journée | Real Madrid | 1-1 | Atlético de Madrid |  |  |
|               |             |     |                    |  |  |

| 24eme journée | FC Sevilla | 1-0 | Atlético de Madrid |  |  |
|               |            |     |                    |  |  |

| 25eme journée | Atlético de Madrid | 5-0 | UD Las Palmas |  |  |
|               |                    |     |               |  |  |

| 26eme journée | UD Almería | 2-2 | Atlético de Madrid |  |  |
|               |            |     |                    |  |  |

| 27eme journée | Atlético de Madrid | 2-1 | Real Betis |  |  |
|               |                    |     |            |  |  |

| 28eme journée | Cádiz CF | 2-0 | Atlético de Madrid |  |  |
|               |          |     |                    |  |  |

| 29eme journée | Atlético de Madrid | 0-3 | Barcelone |  |  |
|               |                    |     |           |  |  |

| 30eme journée | Villareal | 1-2 | Atlético de Madrid |  |  |
|               |           |     |                    |  |  |

| 31eme journée | Atlético de Madrid | 3-1 | Girona |  |  |
|               |                    |     |        |  |  |

| 32eme journée | Alavés | 2-0 | Atlético de Madrid |  |  |
|               |        |     |                    |  |  |

| 33eme journée | Atlético de Madrid | 3-1 | Athletic Bilbao |  |  |
|               |                    |     |                 |  |  |

| 34eme journée | RCD Mallorca | 0-1 | Atlético de Madrid |  |  |
|               |              |     |                    |  |  |

| 35eme journée | Atlético de Madrid | 1-0 | Celta de Vigo |  |  |
|               |                    |     |               |  |  |

| 36eme journée | FC Getafe | 0-3 | Atlético de Madrid |  |  |
|               |           |     |                    |  |  |

| 37eme journée | Atlético de Madrid | 1-4 | CA Osasuna |  |  |
|               |                    |     |            |  |  |

| 38eme journée | Real Sociedad | 0-2 | Atlético de Madrid |  |  |
|               |               |     |                    |  |  |

À noter que les journées 4 et 20 se sont joués en retard respectivement après la 18e et 21e journée.

#### Évolution du classement et des résultats
| Journée  | 1 | 2 | 3 | 4 | 5 | 6 | 7 | 8 | 9 | 10 | 11 | 12 | 13 | 14 | 15 | 16 | 17 | 18 | 19 | 20 | 21 | 22 | 23 | 24 | 25 | 26 | 27 | 28 | 29 | 30 | 31 | 32 | 33 | 34 | 35 | 36 | 37 | 38 |
| -------- | - | - | - | - | - | - | - | - | - | -- | -- | -- | -- | -- | -- | -- | -- | -- | -- | -- | -- | -- | -- | -- | -- | -- | -- | -- | -- | -- | -- | -- | -- | -- | -- | -- | -- | -- |
| Résultat | V | N | V | V | D | V | V | V | V | V  | V  | D  | V  | V  | D  | V  | D  | N  | D  | V  | V  | V  | N  | D  | V  | N  | V  | D  | D  | V  | V  | D  | V  | V  | V  | V  | D  | V  |
| Rang     | 1 | 5 | 2 | 4 | 7 | 5 | 5 | 4 | 4 | 4  | 3  | 4  | 4  | 3  | 3  | 3  | 3  | 3  | 5  | 5  | 4  | 3  | 4  | 4  | 4  | 4  | 4  | 4  | 5  | 4  | 4  | 4  | 4  | 4  | 4  | 4  | 4  | 4  |

### Coupe du roi
L'Atlético entre dans la compétition durant les 16e de finale car ils se sont qualifiés pour la Supercoupe d'Espagne.
| Seizième de finale | Lugo | 1-3 | Atlético de Madrid |  |  |
|                    |      |     |                    |  |  |

| Huitième de finale | Atlético de Madrid | 4-2 ap | Real Madrid |  |  |
|                    |                    |        |             |  |  |

| Quart de finale | Atlético de Madrid | 1-0 | FC Sevilla |  |  |
|                 |                    |     |            |  |  |

| Demi finale - Aller | Atlético de Madrid | 0-1 | Athletic Bilbao |  |  |
|                     |                    |     |                 |  |  |

| Demi finale - Retour | Athletic Bilbao | 3-0 | Atlético de Madrid |  |  |
|                      |                 |     |                    |  |  |

Le 29 février 2024, l'Atlético s'incline face à l'Athletic Bilbao sur le score de 3-0 en demi-finale retour. Cela porte le score cumulé à 4-0 en faveur du club basque. L'Atlético est donc éliminé de la Coupe du Roi en demi-finale.

### Supercoupe d'Espagne
| Demi finale | Real Madrid | 5-3 ap | Atlético de Madrid |  |  |
|             |             |        |                    |  |  |

Le 10 janvier 2024, l'Atlético est éliminé de la Supercoupe d'Espagne par le Real Madrid dès les demi-finale.

### Ligues des Champions

#### Phases de groupes
L'Atlético a été placé dans le groupe E en compagnie de la SS Lazio, du Feyenoord Rotterdam et du Celtic FC.

##### Légende des classements
- Qualifié pour les huitièmes de finale
- Repêché pour les barrages de la phase à élimination directe de la Ligue Europa

##### Légende des résultats
- Victoire à domicile
- Match nul
- Victoire à l'extérieur

| Rang | Équipe              | Pts | J | G | N | P | Bp | Bc | Diff |  | Résultats (▼ dom., ► ext.) |     |     |     |     |
| ---- | ------------------- | --- | - | - | - | - | -- | -- | ---- |  | -------------------------- | --- | --- | --- | --- |
| 1    | Atlético de Madrid  | 14  | 6 | 4 | 2 | 0 | 17 | 6  | +11  |  | Atlético de Madrid         |     | 2-0 | 3-2 | 6-0 |
| 2    | SS Lazio            | 10  | 6 | 3 | 1 | 2 | 7  | 7  | 0    |  | SS Lazio                   | 1-1 |     | 1-0 | 2-0 |
| 3    | Feyenoord Rotterdam | 6   | 6 | 2 | 0 | 4 | 9  | 10 | -1   |  | Feyenoord Rotterdam        | 1-3 | 3-1 |     | 2-0 |
| 4    | Celtic FC           | 4   | 6 | 1 | 1 | 4 | 5  | 15 | -10  |  | Celtic FC                  | 2-2 | 1-2 | 2-1 |     |

| 1ere journée | Lazio | 1-1 | Atlético de Madrid |  |  |
|              |       |     |                    |  |  |

| 2eme journée | Atlético de Madrid | 3-2 | Feyenoord |  |  |
|              |                    |     |           |  |  |

| 3eme journée | Celtic | 2-2 | Atlético de Madrid |  |  |
|              |        |     |                    |  |  |

| 4eme journée | Atlético de Madrid | 6-0 | Celtic |  |  |
|              |                    |     |        |  |  |

| 5eme journée | Feyenoord | 1-3 | Atlético de Madrid |  |  |
|              |           |     |                    |  |  |

| 6eme journée | Atlético de Madrid | 2-0 | Lazio |  |  |
|              |                    |     |       |  |  |

Le 13 décembre 2023, l'Atlético finit premier du groupe E avec 14 points. Le club se qualifie pour les phases finales de la ligue des champions.

#### Phase à élimination directe

##### Huitièmes de finale
| Huitième de finale - Aller | Inter Milan | 1-0 | Atlético Madrid |  |  |
|                            |             |     |                 |  |  |

| Huitième de finale - Retour | Atlético Madrid   | 2-1 | Inter Milan |  |  |
|                             |                   |     |             |  |  |
|                             | Tirs au but 3 - 2 |     |             |  |  |

##### Quarts de finale
| Quart de finale - Aller | Atlético Madrid | 2-1 | Borussia Dortmund |  |  |
|                         |                 |     |                   |  |  |

| Quart de finale - Retour | Borussia Dortmund | 4-2 | Atlético Madrid |  |  |
|                          |                   |     |                 |  |  |

Le 16 a avril 2024, le club madrilène s'incline 4-2 face au Borussia Dortmund en quart de finale retour. Cela porte le score cumulé à 5-4 en faveur du club allemand. L'Atlético est donc éliminé de la Ligue des Champions en quart de finale.

## Statistiques

### Meilleurs buteurs
| classement           | joueur               | nationalités           | La Liga | Coupe du roi | Supercoupe d'Espagne | Ligues des Champions | Total |
| -------------------- | -------------------- | ---------------------- | ------- | ------------ | -------------------- | -------------------- | ----- |
| 1                    | Antoine Griezmann    | Drapeau de la France   | 16      | 1            | 1                    | 6                    | 24    |
| 2                    | Álvaro Morata        | Drapeau de l'Espagne   | 15      | 1            | 0                    | 5                    | 21    |
| 3                    | Ángel Correa         | Drapeau de l'Argentine | 9       | 1            | 0                    | 1                    | 11    |
| 4                    | Memphis Depay        | Drapeau des Pays-Bas   | 5       | 3            | 0                    | 1                    | 9     |
| 5                    | Samuel Lino          | Drapeau du Brésil      | 4       | 1            | 0                    | 3                    | 8     |
| 6                    | Marcos Llorente      | Drapeau de l'Espagne   | 6       | 0            | 0                    | 0                    | 6     |
| 7                    | Rodrigo De Paul      | Drapeau de l'Argentine | 3       | 0            | 0                    | 1                    | 4     |
| 7                    | Rodrigo Riquelme     | Drapeau de l'Espagne   | 3       | 1            | 0                    | 0                    | 4     |
| 9                    | Saúl                 | Drapeau de l'Espagne   | 1       | 0            | 0                    | 1                    | 2     |
| 9                    | Nahuel Molina        | Drapeau de l'Argentine | 2       | 0            | 0                    | 0                    | 2     |
| 9                    | Axel Witsel          | Drapeau de la Belgique | 2       | 0            | 0                    | 0                    | 2     |
| 9                    | Mario Hermoso        | Drapeau de l'Espagne   | 0       | 0            | 1                    | 1                    | 2     |
| 9                    | Reinildo Mandava     | Drapeau du Mozambique  | 2       | 0            | 0                    | 0                    | 2     |
| 14                   | Pablo Barrios        | Drapeau de l'Espagne   | 0       | 0            | 0                    | 1                    | 1     |
| Buts contre son camp | Buts contre son camp | Buts contre son camp   | 2       | 0            | 1                    | 3                    | 6     |
| Total                | Total                | Total                  | 70      | 8            | 3                    | 23                   | 104   |

### Meilleurs passeurs décisifs
| classement | joueur             | nationalités           | La Liga | Coupe du roi | Supercoupe d'Espagne | Ligues des Champions | Total |
| ---------- | ------------------ | ---------------------- | ------- | ------------ | -------------------- | -------------------- | ----- |
| 1          | Samuel Lino        | Drapeau du Brésil      | 5       | 0            | 0                    | 3                    | 8     |
| 1          | Antoine Griezmann  | Drapeau de la France   | 6       | 0            | 1                    | 1                    | 8     |
| 3          | Rodrigo Riquelme   | Drapeau de l'Espagne   | 5       | 0            | 1                    | 0                    | 6     |
| 3          | Marcos Llorente    | Drapeau de l'Espagne   | 4       | 1            | 0                    | 1                    | 6     |
| 3          | Koke               | Drapeau de l'Espagne   | 4       | 1            | 0                    | 1                    | 6     |
| 3          | Rodrigo De Paul    | Drapeau de l'Argentine | 5       | 0            | 1                    | 0                    | 6     |
| 7          | Saúl               | Drapeau de l'Espagne   | 5       | 0            | 0                    | 0                    | 5     |
| 7          | Álvaro Morata      | Drapeau de l'Espagne   | 4       | 0            | 0                    | 1                    | 5     |
| 7          | Nahuel Molina      | Drapeau de l'Argentine | 3       | 0            | 0                    | 2                    | 5     |
| 10         | Ángel Correa       | Drapeau de l'Argentine | 2       | 1            | 0                    | 0                    | 3     |
| 11         | Mario Hermoso      | Drapeau de l'Espagne   | 1       | 0            | 0                    | 1                    | 2     |
| 11         | César Azpilicueta  | Drapeau de l'Espagne   | 2       | 0            | 0                    | 0                    | 2     |
| 11         | Pablo Barrios      | Drapeau de l'Espagne   | 1       | 0            | 0                    | 1                    | 2     |
| 11         | Memphis Depay      | Drapeau des Pays-Bas   | 1       | 1            | 0                    | 0                    | 2     |
| 15         | José María Giménez |                        | 0       | 0            | 0                    | 1                    | 1     |
| 15         | Reinildo Mandava   | Drapeau du Mozambique  | 1       | 0            | 0                    | 0                    | 1     |
| 15         | Javi Galán         | Drapeau de l'Espagne   | 0       | 1            | 0                    | 0                    | 1     |
| 15         | Yannick Carrasco   | Drapeau de la Belgique | 1       | 0            | 0                    | 0                    | 1     |
| Total      | Total              | Total                  | 50      | 5            | 3                    | 12                   | 70    |